# نيكولا زاليفسكي
نيكولا زاليفسكي (بالإنجليزية: Nicola Zalewski)‏ هو لاعب كرة قدم بولندي. ولد في 23 يناير 2002 في تيفولي، بولندا. كان يلعب سابقا مع فئات بولندا العمرية و مع إنتر ميلان.

## وصلات خارجية
- نيكولا زاليفسكي على موقع الاتحاد الأوربي (الإنجليزية)
- نيكولا زاليفسكي على موقع قاعدة بيانات كرة القدم.إي يو (الإنجليزية)
- نيكولا زاليفسكي على موقع ناشيونال فوتبول تيمز (الإنجليزية)
- نيكولا زاليفسكي على موقع Soccerway.com (الإنجليزية)
- نيكولا زاليفسكي على موقع عالم كرة القدم.نت (الإنجليزية)